# Mai 1878

## Événements
- À l’exposition universelle de Paris, le khédive Isma'il déclare que son pays présenterait une carte où l’Empire africain de l’Égypte s’étendrait jusqu’au lac Tchad, avec le projet de s’ouvrir une voie jusqu’à l’Atlantique.

- 1er mai - 10 novembre : exposition universelle de Paris.

- 8 mai : le libéral Henri-Gustave Joly de Lotbinière devient Premier ministre du Québec. Mise en place de son gouvernement.

- 14 mai (Japon) : assassinat du ministre des affaires étrangères Okubo Toshimichi (1830-1878) qui avait commandé la mise au pas de Takamori Saigō par six samurais du Satsuma.

- 15 mai :
  - Japon : ouverture de la bourse de Tōkyō.
  - Inde : les plus jeunes membres du Brahmo Samaj font dissidence et créent un nouveau groupe, le Sdharar Brahmo Samaj, sous la conduite de Sisnath Shastri et Anada Mohan Bose.

- 28 mai : érection du diocèse de Chicoutimi au Québec et Dominique Racine est son premier évêque.

## Naissances
- 3 mai : Alfred Filuzeau, homme d'affaires français († 22 octobre 1962).
- 8 mai : Paul Tschoffen, homme politique belge († 11 juillet 1961).
- 10 mai : Gustav Stresemann, homme politique allemand.
- 19 mai : Alfred Laliberté, sculpteur.
- 28 mai : Paul Pelliot, sinologue et aventurier français († 1945).

## Décès
- 1er mai : Charles-Frédéric Soehnée, peintre français (° 3 novembre 1789).
- 11 mai : Pierre Philippe Denfert-Rochereau, gouverneur de Belfort et commandeur de la légion d'honneur
- 20 mai : Lemuel Allan Wilmot, lieutenant-gouverneur du Nouveau-Brunswick.